# Vincent Barteau
Vincent Barteau (Caen, 18 de març de 1962) va ser un ciclista francès, que fou professional entre 1983 i 1990. Els seus principals èxits els va obtenir al Tour de França, on vestí el mallot groc durant 12 etapes en l'edició de 1984 i guanyà una etapa el 14 de juliol de 1989.

## Palmarès
- 1982
  - Vencedor d'una etapa del Tour del Llemosí
- 1983
  - Vencedor d'una etapa del Tour de l'Avenir
  - Vencedor d'una etapa del Circuit de La Sarthe
- 1984
  - 1r al Circuit des genêts verts
  - 1r a la Maël-Pestivien
  - 1r a la Polynormande
  - Vencedor d'una etapa del Tour de l'Oise
- 1985
  - 1r a la Ronde d'Aix-en-Provence
- 1986
  - Vencedor d'una etapa dels Quatre dies de Dunkerque
- 1989
  - 1r a Barentin
  - 1r a Lisieux
  - Vencedor d'una etapa del Tour de França
- 1990
  - Vencedor d'una etapa de la Midi Libre

### Resultats al Tour de França
- 1984. 28è de la classificació general. Porta el mallot groc durant 12 etapes
- 1986. Abandona (1a etapa)
- 1989. 97è de la classificació general. Vencedor d'una etapa
- 1990. 133è de la classificació general